# Wiener Flur

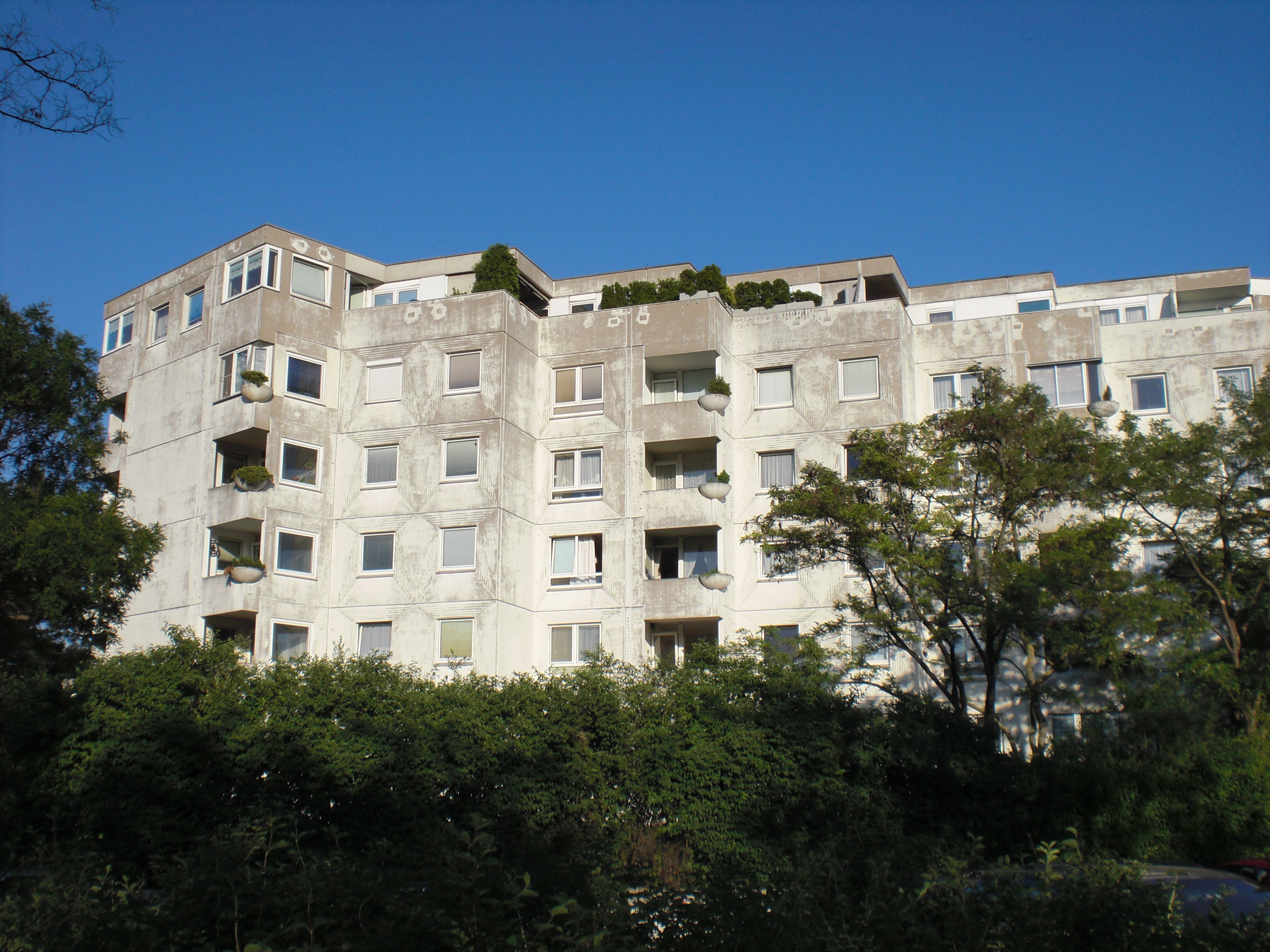
Wohnhausanlage Wiener Flur im Jahr 2009 von der Porschestraße aus gesehen

Wiener Flur ist eine Wohnhausanlage im 23. Wiener Gemeindebezirk Liesing an der Porschestraße 13–23. Der von Wiener Wohnen verwaltete Teil der Anlage umfasst 824 Wohnungen und ist damit der größte Gemeindebau in Liesing.

## Baubeschreibung
Die Wohnhausanlage Wiener Flur wurde in den Jahren 1978 bis 1980 im Nordosten des Stadtteils Siebenhirten nach Plänen von Klara Hautmann-Kiss, Rudolf Hautmann und Friedrich Rollwagen errichtet. Die sieben U-förmigen, sechs- bis achtgeschoßigen Wohngebäude mit gestuften Fronten wurden auf einem beinahe quadratischen Areal rund um einen ungewöhnlich großen zentralen Grünraum in Plattenbauweise erbaut und sollten nach der Konzeption der Architekten eine postmoderne Variante des traditionellen Höfekonzepts der Gemeindebauten des Roten Wien repräsentieren. Es handelt sich um einen bewussten Versuch, das Modell des Karl-Marx-Hofes mit den Mitteln des Montagebaus zu verwirklichen.

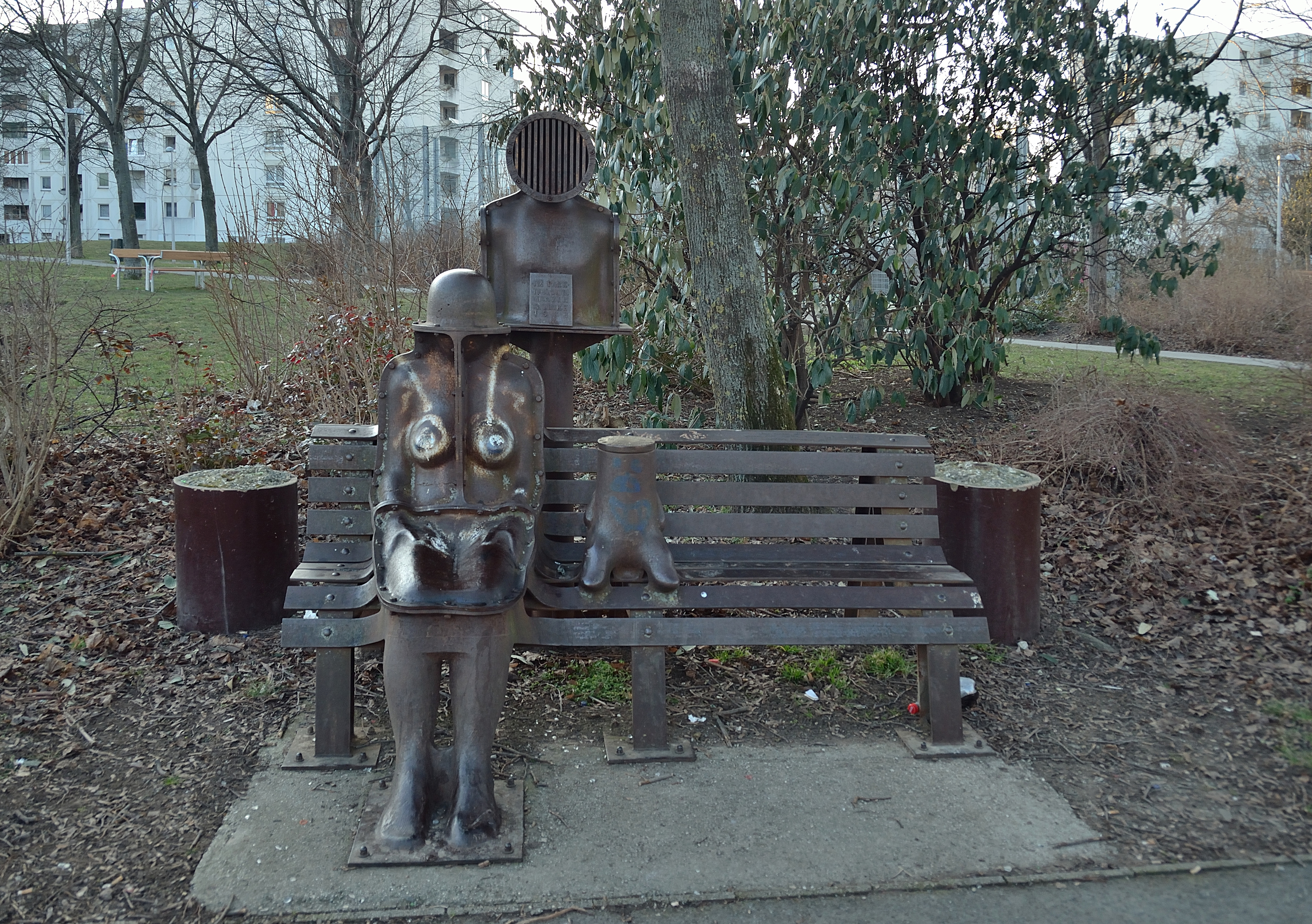
Im Park, Teil vom Ganzen von Gert Linke

Die künstlerische Ausgestaltung der Wohnhausanlage stammt von Klara Hautmann-Kiss. Im Innenhof findet man mit der 1983 von Gert Linke geschaffenen Metallskulptur Im Park, Teil vom Ganzen ein Beispiel für Kunst am Bau. Die Anlage wird von der Porschestraße, Karl-Tornay-Gasse, Akaziengasse und Basler Gasse umschlossen. In unmittelbarer Nähe befindet sich die U-Bahn-Station Siebenhirten als Endstelle der Linie U6. Hier halten auch einige Regionalbusse und eine Nachtbuslinie.
Mit 824 Gemeindewohnungen wird der Großteil der 1361 Wohneinheiten von Wiener Wohnen verwaltet. Der verbleibende Anteil sind Genossenschaftswohnungen, diese werden von der Sozialbau AG verwaltet. Die Wohnanlage verfügt über ein Schwimmbad und weitere gemeinschaftliche Einrichtungen wie Spielplätze, Saunaanlagen, Waschküchen und Hobbyräume. Auf dem Areal befinden sich eine Volksschule, zwei Kindergärten, zwei Ladenzeilen mit mehreren Geschäftslokalen sowie ein Stützpunkt des Streetwork-Vereins Rettet das Kind.

## Kultur
2006 war die Wohnanlage Schauplatz einer Folge der TV-Krimiserie Tatort mit Harald Krassnitzer als Kommissar Eisner. Dabei wurde nicht nur außen, sondern auch in einigen Wohnungen gedreht, in einer davon wird zu Beginn der Handlung ein totes Ehepaar aufgefunden.